# Dance In The Rain
「Dance In The Rain」（ダンス・イン・ザ・レイン）は、日本の女性歌手・倖田來未の1作目の配信限定シングルおよび、58枚目のCDシングル。2014年11月5日に配信され、同年11月12日にフィジカル・シングルとしてファンクラブ限定で発売された。

## 解説
2014年9月、最先端テクノロジー 「オキュラスリフト」を用いた360°の映像世界を体感できる世界初のVR（バーチャルリアリティ）ミュージックビデオ『Dance In The Rain』を制作、英・ロンドンで開催されたアートフェス「TENT LONDON」にて初披露。
2014年12月6日、かつて初ワンマンライブを開催した新木場STUDIO COASTにて「Koda Kumi 15th Anniversary First Class 2nd LIMITED LIVE」と題してデビュー15周年突入記念ライブを開催。1st/3rdステージでは2014年-2007年にリリースしたシングル曲を、2nd/4thステージでは2006年-2000年にリリースしたシングル曲をカウントダウン&ノンストップメドレー形式で披露し、1番目に「Dance In The Rain」が披露された。

## 音楽性とイメージ
この曲は雨をイメージし、倖田は「踊って歌えるバラードが作りたかった。デモテープを聴いた時はこう言う曲に巡り会いたかった。歌うしかないと思った。」とコメント。倖田の数々の曲を振り付けしているMAIKOが担当した。

## 楽曲解説
本曲について倖田は「なにかを信じて頑張らないとなかなか前に進めないと思うけど、信じるべきは自分自身しかない。どんなに雨に打たれても立ち上がって、自分のことをしっかりと信じて、明日に向かって飛び立ってほしい」というメッセージソングになっている。

## 収録曲

### 配信シングル
1. Dance In The Rain [3:17]
作詞：Kumi Koda
作曲・編曲：her0ism, Ziggy, Melanie Fontana

### CDシングル（ファンクラブ限定盤）

#### CD
1. Dance In The Rain
2. Dance In The Rain -Instrumental-

#### DVD
1. Dance In The Rain -Music Video ver.-
2. Dance In The Rain -Making Video-

## 収録アルバム
- Dance In The Rain
  - 『WALK OF MY LIFE』
  - 『WINTER of LOVE』
  - 『MY NAME IS…』(ファンクラブ限定盤)
  - 『BEST 〜2000-2020〜』

## 収録ライブ映像
- Dance In The Rain
  - 『Koda Kumi 15th Anniversary First Class 2nd LIMITED LIVE at STUDIO COAST』(WALK OF MY LIFE、ファンクラブ限定盤)
  - 『Koda Kumi 15th Anniversary Live Tour 2015 〜WALK OF MY LIFE〜』
  - 『KODA KUMI LIVE TOUR 2016 〜Best Single Collection〜』
  - 『KODA KUMI 20th ANNIVERSARY TOUR 2020 MY NAME IS...』